# Массовое убийство детей в Ейске
Массовое убийство детей в Ейске — акция нацистских оккупантов, в ходе которой 9-10 октября 1942 года были уничтожены 214 воспитанников детского дома, эвакуированные в Ейск из Симферополя. Акцию осуществила Зондеркоманда 10А Айнзацгруппы Д во главе с Куртом Кристманом.

## История
Во время боёв в Крыму из Симферополя на Кубань, в Ейск, были эвакуированы около 300 воспитанников и сотрудников детского дома.
Ейский район Краснодарского края находился в оккупации с 9 августа 1942 года по 5 февраля 1943 года. На момент оккупации города в Ейском детском доме Крайсо проходили лечение и воспитывались:
- около 40 лежачих детей с особенностями умственного развития тяжелой формы. Они проживали в одноэтажном корпусе на углу ул. Буденного и Сталина (в настоящее время угол ул. Плеханова и Коммунистическая);
- до 120 детей с особенностями умственного развития, подлежащих обучению. Они проживали в двух корпусах по ул. Баррикадная;
- около 100 воспитанников с физическими особенностями развития, эвакуированных в 1941 году из Симферопольского детского дома. Они проживали в корпусе на углу ул. Гоголя и Щербиновская (в настоящее время ул. Б. Хмельницкого)[2].

Акцией командовали начальник гестапо Ейска обер-лейтенант Бедедекер и комендант города Кандлер. За  медицинское наблюдение отвечали врач гестапо Штраух и врач Зондеркоманды 10А К.Кристман. Исполнителями была зондеркоманда, имевшая в распоряжении специальные грузовики, оборудованные как газовые камеры и обитые изнутри железом и жестью.  Это подразделение в 1942-1943 годах проводило карательные операции на территории Краснодарского края.
В 6 часов вечера к детскому дому подъехали машины, в которые начали заталкивать детей. Тех, кто сопротивлялся, заталкивали силой.
В них и погрузили детей, чтобы отвезти на место захоронения  в районе Широчанского хутора. По пути (расстояние составляло примерно 3.5 км) все дети погибли от отравления. Это заключила комиссия, которая после освобождения города расследовала убийство и по свидетельским показаниям установила, что дети были похоронены мертвыми, так как на телах нет огнестрельных ран или увечий, а свидетели не слышали криков или плача детей при захоронении. 
10 октября каратели продолжили акцию, погрузив в машину еще 13 мальчиков и девочек из 20 тех, кому днем раньше удалось сбежать, а также 22 лежачих ребёнка.
В документах первичного расследования было указано, что умерщвлению были подвергнуты дети-инвалиды. Об этом свидетельствовали повреждения скелетов, костыли и протезы, обнаруженные в могилах. Затем был составлен полный список погибших детей с указанием группы инвалидности, среди которых были русские, украинцы, армяне, грузины, чехи, татары, евреи и даже два немца по национальности. У некоторых имелись родственники, часть были сиротами.

## Память
Через два месяца после обнаружения могилы было принято решение о частичном перезахоронении останков детей. В 1944 году на месте перезахоронения в сквере им. Пушкина был поставлен кирпичный оштукатуренный памятник в виде плиты с символичным огнем, окруженной оградой. В нише памятника была установлена статуя пионера. В 1963 году, по одной из версий, останки из городского сада были перенесены на городское кладбище, где в 1980 году установили памятник. С 2012 года на кладбище проводится ежегодная акция "Свеча памяти", в которой участвует общественность г. Ейск. В 2018 году история убийства детей из Ейского детского дома стала одним из сюжетов передвижной выставки "Помни о нас..." В октябре 2019 года выставка была показана в Ейске, где также состоялась научно-практическая конференция и презентация каталога выставки.  В 2021 году этот сюжет стал частью документального фильма - видеоэкскурсии "Помни о нас..."

## Расследование
После освобождения Ейска от оккупации массовое убийство детей расследовалось. Были собраны свидетельства экспертов, показания свидетелей. 15 апреля 1943 года комиссией в составе двух врачей и офицера была произведена экспертиза братской могилы. 3 и 4 августа того же года были вскрыты еще два захоронения, в которых были обнаружены останки детей в возрасте от 6 до 14 лет.
Велся также розыск виновных в этом преступлении. Часть из них, в том числе Курт Кристман,  понесли наказание. Однако Бедедекер, Кандлер, Штраух и другие избежали суда.
Следственный комитет Российской Федерации после изучения архивного дела ФСБ принял решение возбудить уголовное дело о геноциде по факту убийства детдомовцев в 1942 году, основываясь на том, что уничтожение гражданского населения квалифицируется как преступление против человечности и не имеет срока давности.